# Ofir Kac
Ofir Kac hebrejsky אופיר כץ‎ (narozen 19. května 1980 Afula), je izraelský politik; poslanec Knesetu za stranu Likud.

## Biografie
Získal bakalářský titul v oboru sociálních věd a komunikace. V izraelské armádě dosáhl hodnosti rotného (samal rišon). V letech 2011–2015 byl poradcem ministra kultury, pak až do roku 2019 vedoucím kanceláře na ministerstvu pro veřejnou bezpečnost.
Ve volbách v roce 2019 byl zvolen do Knesetu za stranu Likud.